# Pardasena beauvallonensis
Pardasena beauvallonensis är en fjärilsart som beskrevs av Legrand 1965. Pardasena beauvallonensis ingår i släktet Pardasena och familjen trågspinnare. Inga underarter finns listade i Catalogue of Life.